# Escut de Llorenç del Penedès
L'escut oficial de Llorenç del Penedès té el següent blasonament:
Escut caironat: d'or, un llorer arrencat de sinople sobremuntat d'un castell d'atzur tancat d'argent. Per timbre, una corona mural de vila.

## Història
Va ser aprovat el 21 d'abril de 1983.
El llorer és un senyal parlant referent al nom de la localitat. Al damunt s'hi veu el castell de Llorenç (del segle xiv), al voltant del qual es va desenvolupar la vila.